# Antonio Montesino

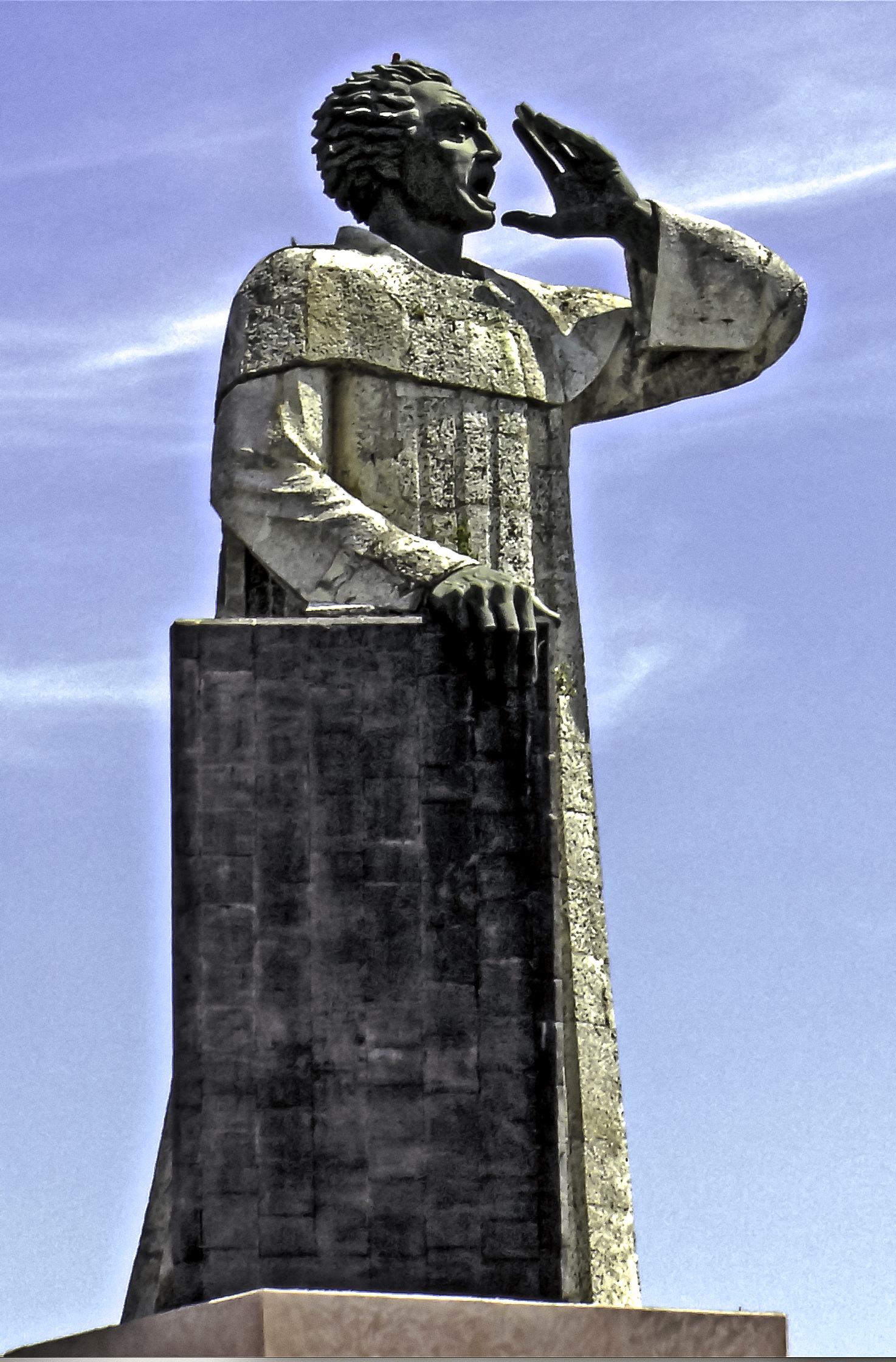
Antonio Montesino

Antonio Montesino, ook António de Montesinos (ca. 1475 – Venezuela, 27 juni 1540), was een Spaanse monnik die met zijn medebroeders in 1511 een protest liet horen over de uitbuiting van de indianen op het eiland Hispaniola. Hij werd teruggeroepen naar Spanje, waar hij de Spaanse koningen van zijn bevindingen overtuigde. Dit had tot gevolg dat in 1512 de wetten van Burgos werden aangenomen ter bescherming van de rechten van de indianen. Montesino kan beschouwd worden als een klokkenluider 'avant la lettre'.

## Biografie
De Spanjaard Antonio (de) Montesino werd rond 1475 geboren. In 1501 trad hij toe tot de Dominicanen in het klooster Sint Stefanus in Salamanca en legde daar zijn professie af op 1 juli 1502. Na voltooiing van zijn studies werd hij priester gewijd en in 1509 geplaatst in het klooster Sint Thomas in Ávila. Daarna gaat zijn geschiedenis en die van andere Dominicanen op in het beleid van de Spaanse koningen. Deze beoogden met ontdekkingsreizen een nieuwe zeeroute naar India te vinden en het christelijk geloof in de 'Nieuwe Wereld' te verbreiden.

### 1492
Op zijn eerste reis naar Indië "ontdekte" Christoffel Columbus op 5 december 1492 de grote Antillen, onder meer Hispaniola (nu Dominicaanse Republiek en Haïti). In de mening dat dit eiland Indië was noemde hij de bewoners 'indianen'. Tot zijn verrassing droegen zij gouden sieraden. Toen één schip lek bleek en niet mee kon terugvaren, bouwden Columbus en zijn mannen van het wrak een klein fort en liet veertig manschappen achter met de opdracht de goudmijnen te zoeken en zeilde terug naar Spanje.

### 1493-1498
Op 17 september 1493 zeilde Columbus met 17 schepen en 1500 man aan boord opnieuw naar Hispaniola. Het fort was verwoest, en van de 40 man die hij had achtergelaten werd niemand gevonden. Toen de indianen niet wilden vertellen waar ze hun goud vandaan haalden, voerde Columbus tien maanden lang oorlog tegen hen. Ten slotte vond hij hun mijnen en zette indianen in om goud te winnen. Door deze oorlog, slavernij en ziekten stierf bijna de hele stam van de Taíno-indianen.
Op 4 augustus 1496 stichtte de Spaanse gouverneur de hoofdstad Santo Domingo, vernoemd naar de heilige Dominicus de Guzmán met zijn feestdag 4 augustus. De katholieke koningen van Spanje wilden hun belofte waarmaken dat het nevendoel van hun actie was om indianen tot het christendom te brengen. Na veel verwikkelingen kreeg de Magister van de Dominicaner Orde opdracht mede daarvoor te zorgen.

### 1502-1510
Al eerder waren Dominicanen op Hispaniola actief. Zij bouwden in 1502 op de zuidkust van het eiland, in Santo Domingo, een houten kerk. Maar het Spaanse koningspaar bepaalde op 25 mei 1510 dat er een kathedraal gebouwd moest worden in de hoofdstad van de 'Nieuwe Wereld'. Op 3 juni 1510 zeilde de Spaanse architect Alonso Rodriguez met 13 ambachtslieden naar Hispaniola om dit werk te beginnen. Maar de arbeiders vonden hun loon te laag en trokken met Rodriguez naar Mexico om daar in Mexico-Stad een kathedraal te bouwen. Uiteindelijk begon de bouw van de kathedraal van Santo Domingo in 1512. In 1541 werd zij ingezegend en toegewijd aan de heilige Maria en aan Dominicus.

### 1510
Vertrek van Pedro de Córdoba en gezellen naar Hispaniola. Pedro de Córdoba werd belast met de formatie van een groep, met daarin Antonio Montesino, Bernardo de Santo Domingo, Tomás de Fuentes en Domingo Velázquez. Zij zeilden in 1510 naar Hispaniola met een aantal andere religieuzen. In september 1510 kwamen ze behouden op Hispaniola aan. De groep Dominicanen zette met elkaar een vrij rigoureus kloosterleven door, maar kwamen er al gauw achter dat de autochtone bevolking, de indianen, door Spaanse bezitters van ‘wingebieden’ werden uitgebuit als werkkrachten.

### 1511: aankomst van slaven uit Afrika
Omdat veel indianen als werkkrachten waren omgekomen, trokken de Spanjaarden slaven aan uit West-Afrika, die in 1511 aankwamen om te werken op de suikerriet- en koffieplantages.
De Dominicanen namen goed kennis van de situatie en constateerden misstanden. Samen stelden ze een protesttoespraak op, die allen ondertekenden. Namens hen preekte Antonio Montesino op 21 december 1511, de vierde zondag van de Advent, over de tekst in het Evangelie van Johannes (Joh. 1:23), waarin Johannes de Doper de woorden uitroept: 'Ego sum vox clamantis in deserto' (Ik ben een stem die roept in de woestijn: "Maak recht de weg van de Heer").

### 21 december 1511: de protestpreek
Hieronder volgt deze preek in de vertaling van Jozef de Vlaam:
Ik, de stem, roepende in de woestijn, heb hier de preekstoel beklommen om jullie iets te zeggen.Daarom is het passend dat jullie met aandacht, niet half slapend, maar met heel jullie hart en al jullie zintuigen, ernaar luistert. Deze preek zal zijn de meest nieuwe die jullie nooit gehoord hebben, de meest scherpe en strenge en meest vreselijke en gevaarlijke die jullie nooit gedacht hadden te horen. Deze stem zegt, dat jullie allen in doodzonde verkeert, en jullie daarin leven en sterven, vanwege de wreedheid en het geweld dat jullie gebruiken tegen deze onschuldige mensen (de indianen).
Zeg mij: met welk recht en met wat voor soort rechtvaardigheid houden jullie deze Indiërs in zo’n wrede en verschrikkelijke slavernij? Met welk gezag hebben jullie zulke afschuwelijke oorlogen aan deze mensen verklaard, mensen die zich bevonden in hun vriendelijke en vredelievende gewesten, waar Julie zo oneindig velen van hen, met dood en nooit gehoorde vernielingen hebt verwoest? Hoe houden jullie hen zo onderdrukt en vermoeid zonder hen eten te geven noch hen van hun ziektes te genezen: ziekten die zij oplopen vanwege de buitensporige werkzaamheden die jullie hen opdraagt, en ze sterven; beter gezegd: jullie die hen doodt om iedere dag goud weg te halen en te bemachtigen?
En wat voor zorg hebben jullie dat iemand hen onderricht, opdat ze hun God en Schepper kennen, gedoopt worden, mis horen, de feest- en zondagen onderhouden? Deze, zijn dat soms geen mensen? Hebben zij geen redelijke zielen? Zijn jullie niet verplicht om hen lief te hebben als jullie zelf? Dat begrijpen jullie niet? Voelen jullie dat niet aan? Bevinden jullie je in zo'n diepe en verdovende slaap? Wees er zeker van, dat jullie in de situatie waarin jullie verkeren niet beter gered klunen worden dan de Moren en de Turken, die het geloof in Jezus Christus’ missen en niet willen.
Spanjaarden die een wingewest hadden met slaven als arbeiders en andere kolonisten reageerden heftig. Toen op zondag 28 december 1511 Montesino opnieuw preekte, dacht men in de overvolle kerk dit hij zijn aanklacht terug zou nemen; dat was een eis van de Spaanse gouverneur. Maar dit gebeurde niet. Montesino begon te zeggen: ‘Van begin af aan zal ik jullie verslag uitbrengen van mijn kennis en waarheid die ik jullie verleden zondag verkondigde en met dezelfde woorden die jullie zo verbitterden, zal ik aantonen waarachtig te zijn’. Bartolomé de las Casas die in 1508 als veroveraar naar Hispaniola kwam en in het bezit was van een wingewest met indianen als slaven, was woedend. In zijn Geschiedenis van Indië geeft hij zijn indruk van die preek weer:
Montesino begon zijn preek met redenen te omkleden en te vertellen alles wat er in de vorige preek was gezegd en met redenen en gezaghebbende te bevestigen wat hij beschouwde als onrecht en geweld ten aanzien van die verdrukte en vermoeide lieden, opnieuw zijn kennis te berde brengend. Dat zij (Montesino en zijn medebroeders) het voor zeker hielden dat zij niet gered konden worden in een dergelijke toestand: daarom, dat zij zich tijdig verbeteren moeten. Hij liet hen weten, dat ze van dergelijke mensen geen biecht zouden horen, eerder nog aan diegenen die rovend rondtrokken, en datgene zouden bekendmaken en schrijven aan wie wilden te Castilië.
Het gevolg van dit alles was dat koning Ferdinand Montesino en de Dominicanen die hem steunden, beval terug te komen naar Spanje. Eerst dacht Ferdinand dat de preek van Montesino een opwelling was zonder grond. Maar in gesprekken wisten Montesino en confraters Ferdinand en Isabella te overtuigen van de wantoestanden op Hispaniola.

### 1512

#### Wetten van Burgos
Een commissie van onderzoek vaardigde op 27 december 1512 de wetten van Burgos uit tot bescherming van de rechten van de indianen.

#### 12 mei 1512
De Heilige Stoel richtte op 12 mei 1512 bij decreet het diocees Santo Domingo op met in de stad de kathedraal ‘in honorem santi Dominici’.  Na dit alles verbeterde de houding van de Spaanse kolonisten tegenover de indianen en ingevaren slaven uit West-Afrika. Barolomé de Las Casas gaf zijn wingewest op en liet alle slaven vrij. Hij werd priester gewijd in Rome (1507) en sloot zich aan bij de Dominicanen (1522).

### 1515-1540
Antonio Montesino ging naar Venezuela en stichtte daar in 1515 een klooster. In 1521 vinden we hem in Puerto Rico, waar hij in 1521 in San Juan Bautia nog een klooster bouwde. Later, in 1532, groeide dit klooster uit tot een universiteit. Montesino overleed op 27 juni 1540 in Venezuela. De Mexicaanse beeldhouwer Antonio Gastellanos Basich (1946-) goot een bronzen beeld van hem, staand op een verhoging in Santo Domingo, dat in 1982 werd onthuld.